# Univerza v Aberystwythu
Univerza v Aberystwythu (angleško Aberystwyth University, velško Prifysgol Aberystwyth) je univerza v Aberystwythu, Wales, ki je bila ustanovljena leta 1872 in velja za najstarejšo univerzo v Walesu.
Sprva se je imenovala Univerzitetni kolidž Walesa; leta 1894 je postala ena od ustanovnih članic Univerze Walesa in se preimenovala v Univerzitetni kolidž Walesa Aberystwyth. V 1990. letih se je preimenovala v Univerza Walesa, Aberystwyth. Leta 2007 je Univerza Walesa prenehala obstajati kot federativna univerza in Aberystwyth je ponovno postal samostojna univerza. Leta 2006 je na 17 oddelkih študiralo preko 12.000 študentov.